# Челюсти 2
„Челюсти 2“ (на английски: Jaws 2) е американски филм на ужасите от 1978 г. Продължение е на Челюсти.

## Сюжет
Внимание:  Текстът по-долу разкрива сюжета на произведението (или части от него)!
Четири години след събитията от първия филм, друга голяма бяла акула пристига по бреговете на фиктивния морски курорт Емити Айлънд. Шефът на полицията Мартин Броуди, който след поредица от смъртни случаи и изчезвания подозира, че виновникът отново е акула. Никой в града не му вярва. Той трябва да действа сам за да спаси група тийнейджъри, включително двамата му сина, които се сблъскват с акулата.

## Актьорски състав
- Рой Шайдър – Мартин Броуди
- Лорейн Гари – Елън Броуди
- Мъри Хамилтън – Лари Вон
- Джоузеф Масколо – Ленърд Питърсън
- Джефри Крамър – Хендрикс
- Колин Уилкокс – д-р Елкинс

## Филми от поредицата за „Челюсти“
Поредицата „Челюсти“ включва 4 филма:
- „Челюсти“ (1975)
- „Челюсти 2“ (1978)
- „Челюсти 3“ (1983)
- „Челюсти: Отмъщението“ (1987)